# Абітурейраш
Абітуре́йраш (порт. Abitureiras) — парафія в Португалії, входить до округу Сантарен. Є складовою частиною муніципалітету Сантарен. Входить до економіко-статистичного субрегіону Лезірія-ду-Тежу, який входить до Рібатежу. Населення становить 1005 осіб на 2001 рік. Займає площу 22,73 км².
Покровителем району вважається Діва Марія (порт. Maria).
| Португалія | Це незавершена стаття з географії Португалії. Ви можете допомогти проєкту, виправивши або дописавши її. |